# Brug van Aizhai
De Brug van Aizhai (Chinees: 矮寨大桥) is een hangbrug in de Volksrepubliek China. De brug is de langste tunnel-tot-tunnelbrug. De bouw van de brug kostte 208 miljoen dollar.